# Kanchipuram
Kanchipuram (o Kancheepuram, Conjeeveram, Conjeveram, Kanjippuram) è una suddivisione dell'India, classificata come municipality, di 152.984 abitanti, capoluogo del distretto di Kanchipuram, nello stato federato del Tamil Nadu. In base al numero di abitanti la città rientra nella classe I (da 100.000 persone in su).

## Geografia fisica
La città è situata a 12° 49' 60 N e 79° 43' 0 E e ha un'altitudine di 85 m s.l.m..

## Società

### Evoluzione demografica
Al censimento del 2001 la popolazione di Kanchipuram assommava a 152.984 persone, delle quali 77.058 maschi e 75.926 femmine. I bambini di età inferiore o uguale ai sei anni assommavano a 15.480, dei quali 7.962 maschi e 7.518 femmine. Infine, coloro che erano in grado di saper almeno leggere e scrivere erano 114.461, dei quali 62.131 maschi e 52.330 femmine.